# Johan de Witt (1662-1701)

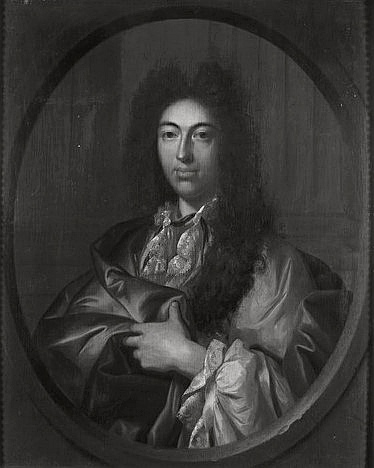
Johan de Witt

Johan de Witt jr., heer van Zuid- en Noord-Linschoten, Snelrewaard, Hekendorp en IJsselveere (1662 – 1701) was een Nederlands regent uit het geslacht De Witt. Hij was een zoon van Johan de Witt (1625-1672), raadpensionaris van Holland en diens echtgenote Wendela Bicker (1635-1668).
In het jaar 1672 werd Pieter de Graeff voogd over de vijf kinderen van de vermoorde De Witt, onder wie Johan.
Johan de Witt jr. was weesmeester te Dordrecht (1684-1685). Daarna was hij secretaris (1688-1701) en veertigraad (1695) van Dordrecht.
Johan de Witt jr. was getrouwd met zijn nichtje Wilhelmina de Witt (1671-1701), de dochter van zijn oom Cornelis de Witt (1623-1672) en Maria van Berckel (1632-1706). 
Hun kinderen waren:
- Johan (1694-1751), Raad van Financiën (raadsheer en president van de rekenkamer in de Zuidelijke Nederlanden) van de keizer van Oostenrijk in Brussel. Hij erfde de heerlijkheden van zijn vader en verkocht ze in 1723 aan Jan Hendrik Strick van Linschoten.
- Cornelis de Witt (1696-1769). Burgemeester van Dordrecht en tevens vrijheer van Jaarsveld.

Johan de Witt jr. bezat een omvangrijke bibliotheek, die bestond uit de boekencollectie van zijn vader en eigen aankopen.